# Ine Schäffer
Ine Schäffer (Austria, 28 de marzo de 1923) fue una atleta , especialista en la prueba de lanzamiento de peso en la que llegó a ser medallista de bronce olímpica en 1948.

## Carrera deportiva
En los JJ. OO. de Londres 1948 ganó la medalla de bronce en el lanzamiento de peso, llegando hasta los 13.08 metros, siendo superada por la francesa Micheline Ostermeyer (oro con 13.75 m) y la italiana Amelia Piccinini (plata con 1309 metros).